# Corrado Gini
Corrado Gini (23. května 1884 Motta di Livenza – 13. března 1965 Řím) byl italský sociolog, statistik a demograf.
Byl představitelem italského fašismu, organicismu aplikovaného na oblast národů a zastánce eugeniky. Nejvíce proslul ve statistice, definováním tzv. Giniho koeficientu. V demografii rozvinul cyklickou teorii populace a teorii rozptýlení populace.

## Období fašismu
V roce 1926 byl jmenován prezidentem Ústředního statistického ústavu v Římě. To zorganizoval jako jediné centrum pro italské statistické služby. Během 20. let byl blízkým důvěrníkem Mussoliniho. Na svou funkci v ústavu rezignoval v roce 1932.
V roce 1927 vydal pojednání s názvem Vědecký základ fašismu.
V roce 1929 Gini založil Italský výbor pro studium populačních problémů (Comitato italiano per lo studio dei problemi della popolazione), který o dva roky později zorganizoval první populační kongres v Římě.
Kromě toho, že byl eugenikem, Gini vedl expedici k průzkumu polských populací, mezi nimi i Karaitů. Gini byl po celá 20. léta zastáncem fašismu a vyjádřil naději, že nacistické Německo a fašistická Itálie vyjdou ve 2. světové válce jako vítězové. Nikdy však nepodporoval žádné opatření k vyloučení Židů. Mezi milníky během zbytku jeho kariéry patří:
- 1933 – viceprezident Mezinárodního sociologického institutu
- 1934 – prezident Italské společnosti pro genetiku a eugeniku
- 1935 – prezident Mezinárodní federace eugenických společností v latinsky mluvících zemích
- 1937 – prezident Italské sociologické společnosti
- 1941 – prezident Italské statistické společnosti
- 1957 – Zlatá medaile za vynikající služby italské škole
- 1962 – národní člen Accademia dei Lincei